# Enugu Challenger
L'Enugu Challenger è stato un torneo professionistico di tennis giocato su campi in cemento. Faceva parte dell'ATP Challenger Series. Si giocava annualmente a Enugu in Nigeria.

## Albo d'oro

### Singolare
| Anno | Campione        | Finalista        | Punteggio     |
| ---- | --------------- | ---------------- | ------------- |
| 1987 | Brett Dickinson | Stanislav Birner | 2–6, 6–2, 6–4 |
| 1986 | Marcel Freeman  | Tony Mmoh        | 3–6, 7–5, 6–0 |

### Doppio
| Anno | Campioni                             | Finalisti                     | Punteggio     |
| ---- | ------------------------------------ | ----------------------------- | ------------- |
| 1987 | Jorge Lozano Tim Pawsat              | Jeremy Bates Stanislav Birner | 6–1, 1–6, 6–2 |
| 1986 | Stanislav Birner Charles Buzz Strode | Brett Buffington Ted Erck     | 6–4, 7–6      |